# Lepidoscioptera plumigerella
Lepidoscioptera plumigerella är en fjärilsart som beskrevs av Jacob Hübner 1816. Lepidoscioptera plumigerella ingår i släktet Lepidoscioptera och familjen säckspinnare. Inga underarter finns listade i Catalogue of Life.